# Wappen der Gemeinde Ottenhofen
Das Wappen der Gemeinde Ottenhofen ist seit 1982 neben der Flagge das offizielle Hoheitszeichen von Ottenhofen. 

## Blasonierung
„Unter silbernem Schildhaupt, darin eine rote heraldische Rose mit goldenem Butzen und goldenen Kelchblättern, in Rot ein links gewendeter vierfüßiger goldener Drache mit einem Großbuchstaben "S" im Rachen.“

## Geschichte
Das Wappen wurde vom Tutzinger Heraldiker Peter Ziller gestaltet.
Die Regierung von Oberbayern genehmigte mit Beschluss vom 13. August 1981 die Führung des Wappens durch die Gemeinde.

## Wappenbegründung
Die Geschichte von Ottenhofen wurde bis ins 16. Jahrhundert durch die einheimischen Herren von Ottenhofen bestimmt, die 1083 mit Ezzo von Ottenhofen erstmals genannt werden. Die Ottenhofer besaßen die Niedergerichtsbarkeit (Hofmark Ottenhofen) und waren gleichzeitig die bestimmenden Grundherren im Gemeindegebiet. Verwandt mit den Ottenhofern und ihre Erben waren die Eßwurm, die sich im 16. Jahrhundert Eßwurm von Ottenhofen nannten. Ein Grabdenkmal in der Kirche von Ottenhofen, das das Wappen dieser im 17. Jahrhundert ausgestorbenen Familie zeigt, war Vorbild für die Gestaltung des neuen Gemeindewappens. Die heraldische Rose ist das alte Stammwappen der Ottenhofer, der Drache (Tatzelwurm) mit dem Buchstaben "S" im Rachen das redende Wappensymbol der Familie Eßwurm.